# Coppa UEFA 2009-2010 (calcio a 5)
La Coppa UEFA 2009-2010 è stata la 9ª edizione del torneo continentale riservato ai club di calcio a 5 vincitori nella precedente stagione del massimo campionato delle federazioni affiliate alla UEFA. La competizione si è disputata, con regolamento invariato rispetto all'edizione precedente, tra il 17 agosto 2009 e il 25 aprile 2010 e ha coinvolto 48 squadre. L'edizione segna il debutto nella competizione di società provenienti da Norvegia e Turchia. I campioni in carica dell'Inter e le prime tre squadre del ranking, cioè ElPozo Murcia, Qairat e VIZ-Sinara, accedono direttamente al turno élite. Nella riedizione della doppia finale del 2004, i portoghesi del Benfica, trascinati da Ricardinho e dal capocannoniere Queirós, hanno superato per 3-2 l'Inter dopo i tempi supplementari. Si tratta del primo trofeo per le Aquile nonché del primo successo continentale di una formazione lusitana.

## Turno preliminare

### Gruppo A
| Squadra           | P.ti | G | V | N | P | GF | GS | DR  |
| ----------------- | ---- | - | - | - | - | -- | -- | --- |
| Tornado Chișinău  | 9    | 3 | 3 | 0 | 0 | 18 | 4  | +14 |
| MFC Varna         | 6    | 3 | 2 | 0 | 1 | 16 | 9  | +7  |
| Gazi Üniversitesi | 3    | 3 | 1 | 0 | 2 | 8  | 11 | -3  |
| Cork City         | 0    | 3 | 0 | 0 | 3 | 5  | 23 | -18 |

| Arbitri: | Stephan Kammerer Sebastian Stawicki Erez Papir |

|                                                            |           |                 |
| Jăpălău 24'28'’ Coceban 27'55'’, 39'08'’ Iacovenco 35'23'’ | Marcatori | 34'30'’ Alvurdu |

| Arbitri: | Fernando Gutiérrez Erez Papir Sebastian Stawicki |

| |           |                                         |
| Petrov 2'10'’, 22'01'’, 27'25'’ Bo. Marev 15'05'’ Turner 16'17'’ (aut.) Georgiev 25'20'’ Trendafilov 28'31'’, 33'52'’ | Marcatori | 35'13'’ Mulcahy 38'31'’, 39'42'’ Duggan |

| Arbitri: | Sebastian Stawicki Fernando Gutiérrez Stephan Kammerer |

|  |           | |
|  | Marcatori | 8'31'’ Subotin 9'13'’, 19'04'’ Coceban 13'04'’ Caraman 14'01'’ Jăpălău 16'18'’ Gajev 22'04'’ Iacovenco 25'37'’ Turcu 27'00'’ Rotaru 29'21'’ Coicev |

| Arbitri: | Erez Papir Stephan Kammerer Fernando Gutiérrez |

|                                                                    |           |                           |
| Petrov 1'49'’, 2'48'’, 29'03'’ Bo. Marev 12'27'’ Bl. Marev 18'50'’ | Marcatori | 16'30'’, 28'01'’ Gündoğdu |

| Arbitri: | Stephan Kammerer Sebastian Stawicki Erez Papir |

|                                                                 |           |                                |
| Altuntaş 13'48'’, 22'27'’ Balaban 22'17'’ Atik 33'43'’, 34'59'’ | Marcatori | 17'18'’ Duggan 37'17'’ Mulcahy |

| Arbitri: | Fernando Gutiérrez Erez Papir Sebastian Stawicki |

|                                                                      |           |                                                   |
| Coicev 5'25'’ (rig.) Băeşu 18'40'’ Coceban 30'41'’ Iacovenco 34'11'’ | Marcatori | 10'25'’ Bo. Marev 31'37'’ Petrov 33'30'’ Viktorov |

### Gruppo B
| Squadra    | P.ti | G | V | N | P | GF | GS | DR  |
| ---------- | ---- | - | - | - | - | -- | -- | --- |
| Omonia     | 9    | 3 | 3 | 0 | 0 | 20 | 9  | +11 |
| RCS Košice | 4    | 3 | 1 | 1 | 1 | 8  | 9  | -1  |
| Nidaros    | 3    | 3 | 1 | 0 | 2 | 8  | 10 | -2  |
| Seefeld    | 1    | 3 | 0 | 1 | 2 | 6  | 14 | -8  |

| Arbitri: | Victor van Helvoirt Ivica Modrić Marc Birkett |

|                                                        |           |                             |
| Kozár 8'20'’ Hernández 13'27'’, 35'57'’ Grutka 31'19'’ | Marcatori | 8'41'’ Larsen 18'09'’ Ravlo |

| Arbitri: | Veljko Bošković Marc Birkett Ivica Modrić |

| |           |                                                   |
| Manoli 6'51'’, 39'59'’ Demetriades 12'59'’, 28'26'’ Vaneev 21'03'’, 22'28'’, 23'02'’ Aleksejevs 25'33'’, 34'57'’ Zukovs 36'35'’ | Marcatori | 25'51'’ Mjekici 29'16'’ Constancio 39'42'’ Schmid |

| Arbitri: | Marc Birkett Victor van Helvoirt Veljko Bošković |

|                                 |           |                                  |
| Gulan 18'12'’ Kovačević 35'28'’ | Marcatori | 1'47'’ Kyjovský 7'17'’ Hernández |

| Arbitri: | Ivica Modrić Veljko Bošković Victor van Helvoirt |

|                                                                 |           |                                                                       |
| Manoli 4'57'’ Aleksejevs 9'59'’, 38'02'’ Dacko 32'23'’, 34'35'’ | Marcatori | 6'50'’ Darisiro 12'00'’, 30'37'’ Bratland Erichsen 17'29'’ Reinertsen |

| Arbitri: | Victor van Helvoirt Veljko Bošković Ivica Modrić |

|                                    |           |                                                                              |
| Hernández 38'15'’ Kyjovský 39'43'’ | Marcatori | 32'40'’ Aleksejevs 37'15'’, 39'25'’ Vaneev 37'25'’ Koževin 39'03'’ Procopiou |

| Arbitri: | Marc Birkett Ivica Modrić Veljko Bošković |

|                      |           |                  |
| Saur 5'21'’, 20'49'’ | Marcatori | 9'23'’ Kovačević |

### Gruppo C
| Squadra        | P.ti | G | V | N | P | GF | GS | DR  |
| -------------- | ---- | - | - | - | - | -- | -- | --- |
| Nikars         | 9    | 3 | 3 | 0 | 0 | 22 | 12 | +10 |
| Leotar         | 6    | 3 | 2 | 0 | 1 | 22 | 9  | +13 |
| Panthers Köln  | 3    | 3 | 1 | 0 | 2 | 9  | 15 | -6  |
| Sillamäe Kalev | 0    | 3 | 0 | 0 | 3 | 6  | 23 | -17 |

| Arbitri: | Epaminondas Stamoulis Trayan Enchev Franco Cachia |

|                                                                                    |           |  |
| Mulina 3'20'’, 21'07'’ Vico 20'49'’, 31'12'’ Sr. Andrić 26'59'’ Sa. Andrić 38'14'’ | Marcatori |  |

| Arbitri: | Alberto Maestroni Franco Cachia Trayan Enchev |

| |           |                                                |
| Ļašenko 4'53'’ Baranovs 12'12'’ Atamaņukovs 14'09'’ Zolotarjovs 18'35'’ Gnutovs 27'27'’ Marinin 38'17'’ (aut.) | Marcatori | 8'18'’, 19'57'’, 20'27'’ Popov 21'17'’ Voronin |

| Arbitri: | Franco Cachia Trayan Enchev Alberto Maestroni |

|                                                                  |           | |
| Sokolowski 11'10'’ Schulze-Zachau 37'09'’ (rig.) Gerlach 39'08'’ | Marcatori | 6'21'’ Jermiļins 7'37'’ Gnutovs 17'48'’, 24'45'’ Baranovs 26'34'’ (aut.) Gerlach 30'17'’ Ļašenko 34'10'’ Atamaņukovs |

| Arbitri: | Epaminondas Stamoulis Alberto Maestroni Trayan Enchev |

| |           |  |
| Vico 0'20'’, 19'36'’, 29'41'’ Sr. Andrić 4'54'’, 10'37'’ Vukanović 13'46'’ Sa. Andrić 25'14'’ Popović 33'30'’, 38'49'’ Cimirot 34'08'’ Šelehhov 39'06'’ (aut.) | Marcatori |  |

| Arbitri: | Trayan Enchev Franco Cachia Epaminondas Stamoulis |

|                        |           | |
| Popov 30'11'’, 36'40'’ | Marcatori | 3'41'’ dos Santos 9'49'’ Gracholski 11'35'’ Schulze-Zachau 13'54'’ Vargun 30'42'’ Libera 34'40'’ (t.l.) Beck |

| Arbitri: | Alberto Maestroni Epaminondas Stamoulis Franco Cachia |

| |           |                                                                      |
| Baranovs 4'38'’, 15'28'’ (t.l.), 26'56'’ Atamaņukovs 13'34'’, 39'56'’ Zolotuhins 15'09'’ Ļašenko 22'45'’ Tolkačs 24'48'’ Afanasjevs 39'33'’ | Marcatori | 15'22'’ Sr. Andrić 22'38'’, 25'03'’, 30'52'’ Vico 25'48'’ Sa. Andrić |

### Gruppo D
| Squadra          | P.ti | G | V | N | P | GF | GS | DR  |
| ---------------- | ---- | - | - | - | - | -- | -- | --- |
| GFT Espoo        | 9    | 3 | 3 | 0 | 0 | 19 | 7  | +12 |
| Helvecia         | 6    | 3 | 2 | 0 | 1 | 21 | 12 | +9  |
| Roubaix          | 3    | 3 | 1 | 0 | 2 | 9  | 13 | -4  |
| Fair City Santos | 0    | 3 | 0 | 0 | 3 | 4  | 21 | -17 |

| Arbitri: | Gerald Bauernfeind Jacek Ligienza Fredric Nilholt |

|                                                                                            |           |                               |
| Henriksson 1'34'’, 23'40'’ Terho 16'02'’ Sihvola 25'54'’ Rosenberg 32'15'’ Spangar 39'25'’ | Marcatori | 37'23'’ Caldow 39'14'’ Potter |

| Arbitri: | Marian Gal Fredric Nilholt Jacek Ligienza |

|                                               |           |                                                                                |
| Mezine 0'58'’ Nojeka 2'26'’, 12'39'’, 36'53'’ | Marcatori | 0'40'’, 3'06'’ Medina 9'35'’, 38'02'’ Juninho 23'56'’ Ferreira 24'20'’ Ferrage |

| Arbitri: | Fredric Nilholt Gerald Bauernfeind Marian Gal |

|                                                                               |           |                                                                     |
| Autio 15'07'’, 18'56'’, 27'30'’ (t.l.), 38'03'’ Modig 16'18'’ Sihvola 21'51'’ | Marcatori | 20'13'’ Lima 22'09'’ Medina 36'35'’ Ferrage 38'50'’ (t.l.) Ferreira |

| Arbitri: | Jacek Ligienza Marian Gal Gerald Bauernfeind |

|  |           |                                                             |
|  | Marcatori | 6'06'’, 37'55'’ Asmani 11'22'’ Koudar 23'00'’ (aut.) Caldow |

| Arbitri: | Jacek Ligienza Marian Gal Fredric Nilholt |

| |           |                                     |
| Ediel 0'20'’ Coelho 2'02'’, 31'40'’ Ferreira 6'55'’, 22'49'’ Medina 9'13'’, 28'47'’ Ferrage 10'16'’ Carmagnani 16'23'’ Lima 27'50'’ Sérgio Raul 38'29'’ | Marcatori | 19'59'’ McGregor 29'31'’ McGillvery |

| Arbitri: | Gerald Bauernfeind Fredric Nilholt Marian Gal |

|                |           |                                                                                             |
| Asmani 12'57'’ | Marcatori | 0'43'’ Autio 4'16'’, 30'04'’ Modig 4'44'’ Salmi 10'24'’, 24'43'’ Henriksson 39'47'’ Spangar |

### Gruppo E
| Squadra      | P.ti | G | V | N | P | GF | GS | DR |
| ------------ | ---- | - | - | - | - | -- | -- | -- |
| Nautara      | 9    | 3 | 3 | 0 | 0 | 17 | 11 | +6 |
| Tirana       | 6    | 3 | 2 | 0 | 1 | 11 | 9  | +2 |
| White Eagles | 1    | 3 | 0 | 1 | 2 | 11 | 14 | -3 |
| Madriu       | 1    | 3 | 0 | 1 | 2 | 4  | 9  | -5 |

| Arbitri: | Tommi Grönman Shota Kukhilava Dragan Skakić |

|                                                |           |                                        |
| Sina 10'26'’, 25'16'’, 35'00'’ Nikolla 18'55'’ | Marcatori | 17'33'’, 30'10'’ Ribić 22'08'’ Milijić |

| Arbitri: | Dejan Nikolić Dragan Skakić Shota Kukhilava |

|                                                                  |           |                  |
| Bezykornovas 4'40'’, 25'59'’ Kšanavičius 10'11'’ Šteinas 27'02'’ | Marcatori | 27'52'’ da Cunha |

| Arbitri: | Dragan Skakić Dejan Nikolić Tommi Grönman |

|                                   |           |                                                      |
| Santamaría 2'35'’ Ramírez 33'58'’ | Marcatori | 7'00'’ Nikolla 12'45'’, 25'33'’ Sina 23'35'’ Llagami |

| Arbitri: | Shota Kukhilava Tommi Grönman Dejan Nikolić |

| |           |                                                                                     |
| Šteinas 2'16'’ Buivydas 3'33'’ Nemanis 7'11'’, 13'19'’ Butenas 9'34'’ Smaryginas 9'50'’ Lemežis 13'50'’, 29'36'’ Urbelionis 21'26'’ | Marcatori | 6'56'’ Milijić 10'55'’, 26'06'’, 27'11'’ Mijailović 18'58'’, 32'02'’, 32'26'’ Ribić |

| Arbitri: | Dejan Nikolić Tommi Grönman Shota Kukhilava |

|                        |           |                 |
| D. Milovanović 39'37'’ | Marcatori | 34'09'’ Ramírez |

| Arbitri: | Dragan Skakić Shota Kukhilava Tommi Grönman |

|                                                   |           |                                                         |
| Samarxhiu 15'24'’ Thanasi 31'39'’ Llagami 33'22'’ | Marcatori | 0'17'’, 23'46'’ Nemanis 18'43'’ Šteinas 35'03'’ Lemežis |

### Gruppo F
| Squadra       | P.ti | G | V | N | P | GF | GS | DR  |
| ------------- | ---- | - | - | - | - | -- | -- | --- |
| Erebuni       | 7    | 3 | 2 | 1 | 0 | 13 | 5  | +8  |
| ASA Tel Aviv  | 7    | 3 | 2 | 1 | 0 | 14 | 8  | +6  |
| Allstars W.N. | 3    | 3 | 1 | 0 | 2 | 10 | 13 | -3  |
| Hvöt Blönduós | 0    | 3 | 0 | 0 | 3 | 6  | 17 | -11 |

| Arbitri: | Rajko Katanić Gabriel Gherman Francisco Parrinha |

|                                                                |           |                                      |
| Goldberg 1'33'’, 13'07'’ Cohen 15'44'’, 31'29'’ Degtar 18'49'’ | Marcatori | 10'04'’ Gudjónsson 22'47'’ Vignisson |

| Arbitri: | Robert Rogers Francisco Parrinha Gabriel Gherman |

|                                         |           |                                                |
| Ristić 28'44'’ T. Röcher 34'13'’ (rig.) | Marcatori | 19'38'’, 33'54'’ Gyulambaryan 39'57'’ Tonelyan |

| Arbitri: | Rajko Katanić Robert Rogers |

|                                                      |           |                                        |
| Kosayan 12'10'’ Uzunyan 15'40'’ Gyulambaryan 34'55'’ | Marcatori | 1'14'’, 3'16'’ Goldberg 34'37'’ Zisman |

| Arbitri: | Francisco Parrinha Gabriel Gherman Rajko Katanić |

|                                                                                  |           |                                                       |
| J. Röcher 1'17'’, 38'07'’ E. Röcher 12'02'’ Nikic 15'42'’ Lichtenwörther 34'49'’ | Marcatori | 9'56'’, 35'17'’, 38'59'’ Halldórsson 25'27'’ Jónasson |

| Arbitri: | Gabriel Gherman Robert Rogers Rajko Katanić |

|  |           | |
|  | Marcatori | 6'02'’, 28'00'’ (rig.), 29'50'’ (rig.), 35'25'’, 39'16'’ Gyulambaryan 8'17'’ (aut.) Hafsteinsson 11'31'’ Kosayan |

| Arbitri: | Francisco Parrinha Rajko Katanić Robert Rogers |

|                                                                                   |           |                                             |
| Zur 12'14'’ Ovadia 21'07'’ Zisman 24'49'’ Cohen 25'35'’, 39'52'’ Golenzer 29'50'’ | Marcatori | 2'12'’ J. Röcher 10'42'’, 38'16'’ T. Röcher |

### Gruppo G
| Squadra          | P.ti | G | V | N | P | GF | GS | DR |
| ---------------- | ---- | - | - | - | - | -- | -- | -- |
| Montenegro Stars | 3    | 2 | 1 | 0 | 1 | 10 | 6  | +4 |
| Železarec        | 3    | 2 | 1 | 0 | 1 | 6  | 7  | -1 |
| BGA              | 3    | 2 | 1 | 0 | 1 | 8  | 11 | -3 |

| Arbitri: | Gerd Bylois Pascal Fritz Jan Kresta |

|                                                      |           |                                                                             |
| Nazkovski 4'08'’ Stefanovski 14'57'’ Leveski 24'16'’ | Marcatori | 9'19'’, 18'16'’ Jacobsen 10'25'’ Jørgensen 12'00'’ Winther 19'17'’ Koustrup |

| Arbitri: | Pascal Fritz Jan Kresta Gerd Bylois |

|                                                    |           | |
| Mathiesen 7'52'’ Månsson 25'08'’ Lindholdt 39'55'’ | Marcatori | 0'43'’, 27'31'’, 37'04'’ Bajović 4'31'’ Vukčević 21'46'’, 38'31'’ Gojković 25'44'’ Božović 34'10'’ Todorović |

| Arbitri: | Jan Kresta Gerd Bylois Pascal Fritz |

|                                   |           |                                                      |
| Todorović 7'03'’ Gojković 13'01'’ | Marcatori | 1'00'’ Leveski 33'47'’ Nazkovski 34'44'’ Stefanovski |

## Turno principale

### Gruppo 1
| Squadra          | P.ti | G | V | N | P | GF | GS  | DR  |
| ---------------- | ---- | - | - | - | - | -- | --- | --- |
| Luparense        | 7    | 3 | 2 | 1 | 0 | 23 | 3   | +20 |
| Tajm Leopoli     | 7    | 3 | 2 | 1 | 0 | 20 | 4   | +16 |
| MVFC             | 3    | 3 | 1 | 0 | 2 | 4  | 18  | -14 |
| Tornado Chișinău | 0    | 3 | 0 | 0 | 3 | 3  | -25 | -22 |

| Arbitri: | Toni Lehtinen Audrius Kancleris Roberto Gracia |

| |           |  |
| Vaiz 2'03'’, 16'51'’, 39'46'’ Canal 3'49'’, 12'42'’ Honorio 13'53'’, 21'09'’ Nuno 18'48'’, 25'10'’ Danieli 26'25'’ | Marcatori |  |

| Arbitri: | Danijel Janošević Roberto Gracia Audrius Kancleris |

|  |           | |
|  | Marcatori | 7'59'’ Pavlenko 10'13'’ Ovsjannikov 11'13'’ Makajev 13'31'’ Lehčanov 27'05'’ Čepornjuk 37'56'’ Kondratjuk |

| Arbitri: | Roberto Gracia Audrius Kancleris Toni Lehtinen |

|                                                |           |                                             |
| Bondar 2'32'’ Lehčanov 7'47'’ Pavlenko 39'30'’ | Marcatori | 10'04'’ Canal 18'49'’ Honorio 34'16'’ Muñoz |

| Arbitri: | Danijel Janošević Toni Lehtinen Audrius Kancleris |

|                                                      |           |                                   |
| Angyalos 7'00'’, 21'07'’ Fekete 22'41'’ Melo 25'23'’ | Marcatori | 36'18'’ Iacovenco 38'28'’ Jăpălău |

| Arbitri: | Audrius Kancleris Danijel Janošević Roberto Gracia |

|               |           | |
| Băeşu 36'04'’ | Marcatori | 2'20'’, 13'12'’, 18'52'’, 34'40'’, 39'57'’ Pavlenko 9'29'’, 31'18'’ Lehčanov 21'17'’, 37'52'’, 39'29'’ Ovsjannikov 26'45'’ Moskvin |

| Arbitri: | Toni Lehtinen Roberto Gracia Danijel Janošević |

| |           |  |
| Vampeta 3'58'’, 4'59'’, 13'11'’, 14'17'’, 17'10'’, 24'42'’, 25'13'’, 32'46'’ Canal 8'27'’ Honorio 12'39'’ | Marcatori |  |

### Gruppo 2
| Squadra          | P.ti | G | V | N | P | GF | GS | DR  |
| ---------------- | ---- | - | - | - | - | -- | -- | --- |
| Era-Pack Chrudim | 9    | 3 | 3 | 0 | 0 | 23 | 5  | +18 |
| Nikars           | 6    | 3 | 2 | 0 | 1 | 8  | 15 | -7  |
| Hurtap Łęczyca   | 3    | 3 | 1 | 0 | 2 | 15 | 10 | +5  |
| Nautara          | 0    | 3 | 0 | 0 | 3 | 4  | 20 | -16 |

| Arbitri: | Eduardo Coelho Abdallah Benazzi Borut Šivic |

| |           |                 |
| Moskaljuk 1'00'’, 36'58'’ Krawczyk 2'42'’ Sobalczyk 8'23'’, 29'53'’ Koval'ov 24'43'’, 35'38'’ Tkačenko 27'44'’ Milewski 28'06'’ | Marcatori | 17'01'’ Šteinas |

| Arbitri: | Vladimir Colbasiuc Borut Šivic Abdallah Benazzi |

| |           |                 |
| Cacau 2'32'’, 33'19'’ Mikan 5'47'’, 19'29'’ Rešetár 7'37'’, 36'03'’ Max 10'32'’, 18'55'’ Kopecký 19' 47'’ Sluka 26'50'’ | Marcatori | 8'04'’ Ermilins |

| Arbitri: | Borut Šivic Vladimir Colbasiuc Eduardo Coelho |

|                                                                  |           |                                           |
| Zolotarjovs 20'22'’ Zolotuhins 27'58'’ Baranovs 31'09'’, 38'17'’ | Marcatori | 1'54'’ Tkačenko 28'24'’, 36'16'’ Krawczyk |

| Arbitri: | Abdallah Benazzi Eduardo Coelho Vladimir Colbasiuc |

|                                                                                   |           |             |
| Max 7’ Cacau 8’ Mikan 17’, 23’, 37’ Kopecký 24’ Vladyka 24’ Smaryginas 28’ (aut.) | Marcatori | 14’ Nemanis |

| Arbitri: | Vladimir Colbasiuc Abdallah Benazzi Eduardo Coelho |

|                                   |           |                                              |
| Urbelionis 9'27'’ Šteinas 38'59'’ | Marcatori | 26'50'’ Matrjoņins 36'14'’, 37'47'’ Baranovs |

| Arbitri: | Borut Šivic Eduardo Coelho |

|                                       |           |                                    |
| Vacjak 21’ Tkačenko 35’ Pawłowski 36’ | Marcatori | 11’, 29’, 38’ Rešetár 15’, 34’ Max |

### Gruppo 3
| Squadra    | P.ti | G | V | N | P | GF | GS | DR  |
| ---------- | ---- | - | - | - | - | -- | -- | --- |
| Action 21  | 9    | 3 | 3 | 0 | 0 | 17 | 3  | +14 |
| Athina 90  | 4    | 3 | 1 | 1 | 1 | 16 | 9  | +7  |
| GFT Espoo  | 4    | 3 | 1 | 1 | 1 | 12 | 9  | +3  |
| Skövde AIK | 0    | 3 | 0 | 0 | 3 | 6  | 30 | -24 |

| Arbitri: | Ivan Šabanov Antonis Constantinides Petar Mantev |

|                                      |           |                                                                                                  |
| Abraham 2'46'’, 20'08'’ Domi 12'20'’ | Marcatori | 1'15'’ Modig 8'20'’, 32'27'’, 37' 33'’ Salmi 9'20'’ Autio 19'16'’, 38'57'’ Lind 33'00'’ Lottonen |

| Arbitri: | Luca Giacomin Petar Mantev Antonis Constantinides |

|                                                    |           |                                     |
| Rosa 6'54'’ Fossé 14'05'’ Canaris 25'33'’, 26'32'’ | Marcatori | 14'32'’ Iliadis 23'47'’ Bousmpouras |

| Arbitri: | Antonis Constantinides Ivan Šabanov Luca Giacomin |

| |           |                                 |
| Artinos 0'50'’ Ziakas 3'56'’ Theodoropoulos 10'03'’, 37'06'’ Iliadis 16'45'’, 16'23'’, 22'30'’, 38'04'’ Bousmpouras 24'43'’, 28'55'’ Begaj 34'57'’ | Marcatori | 26'41'’ Tursell 39'33'’ Abraham |

| Arbitri: | Petar Mantev Luca Giacomin Ivan Šabanov |

|                                           |           |  |
| Dujacquier 13' 19'’, 37'13'’ Anik 38'10'’ | Marcatori |  |

| Arbitri: | Luca Giacomin Ivan Šabanov Antonis Constantinides |

|                                                 |           |                                                            |
| Terho 7'46'’ Henriksson 10'18'’ Sihvola 39'05'’ | Marcatori | 6'43'’ (rig.), 10'38'’ (rig.) Begaj 12'05'’ Theodoropoulos |

| Arbitri: | Petar Mantev Antonis Constantinides Ivan Šabanov |

|                      |           | |
| Fossé 29'58'’ (aut.) | Marcatori | 1'10'’, 22'29'’ Liuzzi 7'48'’, 08'17'’, 23'41'’ Deswijsen 23'51'’, 38'09'’, 38'48'’, 39'19'’ Canaris 28'38'’ Rosa |

### Gruppo 4
| Squadra          | P.ti | G | V | N | P | GF | GS | DR  |
| ---------------- | ---- | - | - | - | - | -- | -- | --- |
| Benfica          | 9    | 3 | 3 | 0 | 0 | 26 | 4  | +22 |
| Puntar           | 6    | 3 | 2 | 0 | 1 | 12 | 4  | +8  |
| Viten            | 3    | 3 | 1 | 0 | 2 | 3  | 11 | -8  |
| Montenegro Stars | 0    | 3 | 0 | 0 | 3 | 2  | 24 | -22 |

| Arbitri: | Pascal Lemal Bogdan Sorescu Elçin Səmədli |

| |           |                 |
| Vukčević 2'22'’ (aut.) César Paulo 3'14'’ Ricardinho 4'00'’ Davi 7'13'’, 32'52'’ Queirós 10'07'’, 16'59'’, 19'42'’ Marinho 14'16'’, 29'15'’ Zé Maria 16'37'’ A. Pereira 23'24'’ P. Costa 34'24'’, 36'06'’ G. Alves 38'10'’ | Marcatori | 0'29'’ Gojković |

| Arbitri: | Radek Lobo Elçin Səmədli Bogdan Sorescu |

|                                            |           |  |
| Uršič 22'58'’ Melink 29'26'’ Čujec 34'22'’ | Marcatori |  |

| Arbitri: | Bogdan Sorescu Radek Lobo Pascal Lemal |

|                  |           |                                                                                            |
| Harbenka 28'05'’ | Marcatori | 7'59'’, 29'56'’, 34' 11'’ Queirós 14'23'’ Marinho 16'20'’, 35'14'’ Davi 18'46'’ A. Pereira |

| Arbitri: | Elçin Səmədli Pascal Lemal Radek Lobo |

|                                                                                             |           |  |
| Uršič 10'45'’, 30'36'’ Čujec 12'36'’, 39'14'’ Melink 21'01'’ Laharnar 28'34'’ Brkič 29'31'’ | Marcatori |  |

| Arbitri: | Elçin Səmədli Pascal Lemal Bogdan Sorescu |

|                 |           |                                        |
| Božović 25'09'’ | Marcatori | 6'16'’ (aut.) Drašković 39'55'’ Ivanov |

| Arbitri: | Radek Lobo Bogdan Sorescu Pascal Lemal |

|                                                                |           |                              |
| A. Pereira 7'18'’ Ricardinho 13'32'’, 39'17'’ P. Costa 31'07'’ | Marcatori | 8'51'’ Čujec 28'57'’ Kragelj |

### Gruppo 5
| Squadra       | P.ti | G | V | N | P | GF | GS | DR |
| ------------- | ---- | - | - | - | - | -- | -- | -- |
| Araz Naxçıvan | 7    | 3 | 2 | 1 | 0 | 12 | 5  | +7 |
| Potpićan      | 5    | 3 | 1 | 2 | 0 | 11 | 10 | +1 |
| Kolubara      | 3    | 3 | 1 | 0 | 2 | 10 | 11 | -1 |
| Omonia        | 1    | 3 | 0 | 1 | 2 | 7  | 14 | -7 |

| Arbitri: | V″jačeslav Darahan Kiazo Leladze António Cardoso |

|                                                            |           |                |
| Felipe 1'50'’ Paz 3'05'’ Borisov 16'03'’ Biro Jade 39'58'’ | Marcatori | 32'34'’ Manoli |

| Arbitri: | Marcelino Blázquez António Cardoso Kiazo Leladze |

|                                                             |           |                                          |
| P. Drndić 3'17'’, 22'33'’ Novoselac 29'01'’ Radusin 36'36'’ | Marcatori | 25'09'’, 38'05'’ Živić 36'50'’ Borojević |

| Arbitri: | António Cardoso V″jačeslav Darahan Kiazo Leladze |

|  |           |                                                         |
|  | Marcatori | 26'01'’, 33'38'’ Borisov 35'14'’ Fərzəliyev 36'44'’ Paz |

| Arbitri: | Marcelino Blázquez Kiazo Leladze V″jačeslav Darahan |

|                                       |           |                                                 |
| Radusin 7'01'’ Hoxha 25'43'’, 31'25'’ | Marcatori | 18'39'’ Aleksejevs 18'50'’ Dacko 38'30'’ Manoli |

| Arbitri: | Kiazo Leladze V″jačeslav Darahan Marcelino Blázquez |

|                                            |           | |
| Demetriades 34'39'’, 39'50'’ Dacko 35'50'’ | Marcatori | 1'35'’ Šošo 14'17'’ Tomin 26'59'’, 33'19'’ Živić 27'33'’, 32'33'’ N. Ranisavljević 38'10'’ (aut.) Manoli |

| Arbitri: | António Cardoso Marcelino Blázquez V″jačeslav Darahan |

|                                                          |           |                                                 |
| Borisov 2'20'’ Biro Jade 15'36'’ Serjão 33'05'’, 36'35'’ | Marcatori | 5'19'’, 16'24'’, 23'38'’ P. Drndić 5'43'’ Hoxha |

### Gruppo 6
| Squadra     | P.ti | G | V | N | P | GF | GS | DR  |
| ----------- | ---- | - | - | - | - | -- | -- | --- |
| Marlène     | 6    | 3 | 2 | 0 | 1 | 12 | 2  | +10 |
| Iberia Star | 6    | 3 | 2 | 0 | 1 | 10 | 5  | +5  |
| CIP Deva    | 6    | 3 | 2 | 0 | 1 | 14 | 7  | +7  |
| Erebuni     | 0    | 3 | 0 | 0 | 3 | 1  | 23 | -22 |

| Arbitri: | Gábor Kovács Ivica Modrić Sreten Vasić |

|                                                                                      |           |  |
| Roninho 10'46'’ Senchechem 13'22'’ (rig.) Salomão 19'00'’ Joan 29'54'’ Bello 38'40'’ | Marcatori |  |

| Arbitri: | Alexandr Remin Sreten Vasić Ivica Modrić |

|  |           |                                           |
|  | Marcatori | 19'30'’, 39'55'’ de Zwart 39'30'’ Selbach |

| Arbitri: | Ivica Modrić Alexandr Remin Gábor Kovács |

|  |           |                              |
|  | Marcatori | 13'39'’ Joan 15'10'’ Salomão |

| Arbitri: | Sreten Vasić Gábor Kovács Alexandr Remin |

| |           |                     |
| Lupu 4'18'’ Gherman 6'15'’, 15'16'’ (rig.) Al-Ioani 8'25'’, 36'40'’ Matei 10'46'’ Molomfalean 12'18'’ Şotârcă 16'35'’ Philipe 24'29'’ | Marcatori | 17'06'’ Kapukranyan |

| Arbitri: | Ivica Modrić Sreten Vasić Alexandr Remin |

|  |           | |
|  | Marcatori | 1'58'’, 30'44'’ Huisman 15'24'’ Thies 19'24'’, 36'41'’ Molkârâi 30'18'’ Kossen 37'41'’, 39'29'’, 39'52'’ de Zwart |

| Arbitri: | Gábor Kovács Alexandr Remin Sreten Vasić |

|                                            |           |                                                                 |
| Roninho 13'59'’ Bello 17'11'’ Dodô 38'54'’ | Marcatori | 18'04'’, 34'57'’ Gherman 19'41'’, 38'15'’ Matei 35'43'’ Philipe |

## Turno élite

### Girone A
| Squadra       | P.ti | G | V | N | P | GF | GS | DR  |
| ------------- | ---- | - | - | - | - | -- | -- | --- |
| Luparense     | 9    | 3 | 3 | 0 | 0 | 15 | 5  | +10 |
| ElPozo Murcia | 6    | 3 | 2 | 0 | 1 | 25 | 7  | +18 |
| Iberia Star   | 3    | 3 | 1 | 0 | 2 | 5  | 19 | -14 |
| Action 21     | 0    | 3 | 0 | 0 | 3 | 5  | 19 | -14 |

| Arbitri: | Karel Henych Victor van Helvoirt Ivan Šabanov |

| |           |  |
| Vinícius 02'54'’, 17'55'’, 22'45'’ Esquerdinha 08'46'’, 37'46'’ Maurício 11'44'’ Wilde 16'01'’ Ciço 21'20'’ Olmo 26'51'’, 28'42'’ Yepes 35'36'’ Barroso 38'04'’ | Marcatori |  |

| Arbitri: | Borut Šivic Ivan Šabanov Victor van Helvoirt |

|                                                                                               |           |  |
| Nuno 13'50'’ (rig.) Honorio 14'27'’, 23'00'’ Danieli 16'32'’ Barro 39'21'’ Pellegrini 39'33'’ | Marcatori |  |

| Arbitri: | Victor van Helvoirt Borut Šivic Karel Henych |

|                             |           | |
| Liliu 21'53'’ Fossé 33'11'’ | Marcatori | 4'01'’, 14'34'’ Vinícius 8'56'’ Esquerdinha 17'25'’, 35'11'’ (rig.) Boned 22'44'’ Wilde 35'36'’, 36'36'’ Olmo 37'51'’ Ciço |

| Arbitri: | Ivan Šabanov Karel Henych Borut Šivic |

|                                                          |           |                 |
| Danieli 1'41'’ Vaiz 8'09'’ Mielo 18'32'’ Vampeta 21'23'’ | Marcatori | 10'22'’ Roninho |

| Arbitri: | Ivan Šabanov Victor van Helvoirt Borut Šivic |

|                                                          |           |                                                  |
| Dodô 21'31'’ Senchechem 33'19'’ Roninho 34'42'’, 36'14'’ | Marcatori | 2’ Cirlincione 27'44'’ Liuzzi 32'14'’ Dujacquier |

| Arbitri: | Karel Henych Borut Šivic Victor van Helvoirt |

|                                                    |           |                                                                      |
| Boned 30'29'’ Wilde 32'’, 33'35'’ Vinícius 39'15'’ | Marcatori | 25'57'’ Danieli 30'58'’ Muñoz 33'17'’, 36'26'’ Barro 37'56'’ Vampeta |

### Girone B
| Squadra    | P.ti | G | V | N | P | GF | GS | DR  |
| ---------- | ---- | - | - | - | - | -- | -- | --- |
| Benfica    | 7    | 3 | 2 | 1 | 0 | 14 | 3  | +11 |
| VIZ-Sinara | 7    | 3 | 2 | 1 | 0 | 13 | 2  | +11 |
| Potpićan   | 3    | 3 | 1 | 0 | 2 | 3  | 11 | -8  |
| Marlène    | 0    | 3 | 0 | 0 | 3 | 1  | 15 | -14 |

| Arbitri: | Massimo Cumbo Petros Panayides Gábor Kovács |

|                                      |           |  |
| Prudnikov 31'21'’ Čistopolov 32'06'’ | Marcatori |  |

| Arbitri: | Jacek Ligienza Gábor Kovács Petros Panayides |

|                                                                          |           |  |
| P. Costa 15'33'’ A. Pereira 15'45'’ César Paulo 16'56'’ Zé Maria 18'58'’ | Marcatori |  |

| Arbitri: | Petros Panayides Jacek Ligienza Massimo Cumbo |

|  |           | |
|  | Marcatori | 0'52'’, 2'08'’ Agapov 6'08'’ Prudnikov 6'43'’, 20'41'’ Timoščenkov 11'36'’ (aut.) de Zwart 28'54'’ Mochov 31'29'’, 37'38'’ Abramov |

| Arbitri: | Gábor Kovács Massimo Cumbo Jacek Ligienza |

| |           |                  |
| P. Costa 18'12'’, 7'49'’ Queirós 24'44'’, 8'32'’ Ricardinho 24'39'’ Davi 28'47'’ A. Pereira 29'02'’ Marinho 31'01'’ | Marcatori | 4'43'’ P. Drndić |

| Arbitri: | Jacek Ligienza Petros Panayides Massimo Cumbo |

|                                  |           |               |
| Novoselac 9'35'’ Radusin 30'11'’ | Marcatori | 30'28'’ Thies |

| Arbitri: | Gábor Kovács Massimo Cumbo Petros Panayides |

|                                       |           |                                     |
| Timoščenkov 30'38'’ Chamadiev 32'13'’ | Marcatori | 18'06'’ Queirós 24'05'’ César Paulo |

### Girone C
| Squadra          | P.ti | G | V | N | P | GF | GS | DR |
| ---------------- | ---- | - | - | - | - | -- | -- | -- |
| Inter            | 9    | 3 | 3 | 0 | 0 | 11 | 2  | +9 |
| Tajm Leopoli     | 6    | 3 | 2 | 0 | 1 | 10 | 5  | +5 |
| Era-Pack Chrudim | 3    | 3 | 1 | 0 | 2 | 7  | 12 | -5 |
| Puntar           | 0    | 3 | 0 | 0 | 3 | 3  | 12 | -9 |

| Arbitri: | Edi Sunjić António Cardoso Tommi Grönman |

|                                             |           |  |
| Daniel 2'11'’ Gabriel 4'23'’ Blanco 31'07'’ | Marcatori |  |

| Arbitri: | Stephan Kammerer Tommi Grönman António Cardoso |

|                            |           |                                                            |
| Kopecký 5'30'’ Max 27'58'’ | Marcatori | 07'46'’, 08'06'’ Lehčanov 8'32'’ Kondratjuk 39'40'’ Bondar |

| Arbitri: | Tommi Grönman Stephan Kammerer Edi Sunjić |

|                    |           |                                                 |
| Kondratjuk 19'18'’ | Marcatori | 5'27'’ Schumacher 6'56'’ Gabriel 32'59'’ Blanco |

| Arbitri: | António Cardoso Edi Sunjić Stephan Kammerer |

|                                                          |           |                                           |
| Rešetár 3'33'’ Kopecký 25'46'’ Mikan 36'22'’ Max 39'07'’ | Marcatori | 15'17'’ Uršič 31'24'’ Rutar 37'00'’ Brkič |

| Arbitri: | Tommi Grönman Stephan Kammerer Edi Sunjić |

|  |           |                                                                                 |
|  | Marcatori | 2'08'’ (aut.) Brkič 06'28'’, 31'40'’ Pavlenko 35'59'’ Moskvin 38'45'’ Čepornjuk |

| Arbitri: | António Cardoso Edi Sunjić Stephan Kammerer |

|                                                                                   |           |               |
| Gabriel 1'32'’ Sluka 6'14'’ (aut.) Schumacher 20'26'’ Neto 23'09'’ Torrás 39'02'’ | Marcatori | 39'59'’ Mikan |

### Girone D
| Squadra       | P.ti | G | V | N | P | GF | GS | DR  |
| ------------- | ---- | - | - | - | - | -- | -- | --- |
| Araz Naxçıvan | 9    | 3 | 3 | 0 | 0 | 18 | 4  | +14 |
| Qairat        | 6    | 3 | 2 | 0 | 1 | 9  | 8  | +1  |
| Athina 90     | 3    | 3 | 1 | 0 | 2 | 5  | 10 | -5  |
| Nikars        | 0    | 3 | 0 | 0 | 3 | 3  | 13 | -10 |

| Arbitri: | Pascal Fritz Oleh Ivanov Pascal Lemal |

|                                              |           |                                    |
| Léo Jaraguá 18'40'’, 27'07'’ Schacht 27'36'’ | Marcatori | 1'45'’ Bousmpouras 19'53'’ Artinos |

| Arbitri: | Marcelino Blázquez Pascal Lemal Oleh Ivanov |

|                                                                                     |           |                    |
| Paz 4'16'’, 36'01'’ Biro Jade 4'30'’ Serjão 4'50'’, 24'02'’ Borisov 6'52'’, 16'16'’ | Marcatori | 11'05'’ Afanasjevs |

| Arbitri: | Oleh Ivanov Pascal Lemal Marcelino Blázquez |

|                                      |           |                                              |
| Baranovs 14'32'’ Atamaņukovs 32'54'’ | Marcatori | 1'59'’ Anderson 15'13'’, 26'34'’ Léo Jaraguá |

| Arbitri: | Pascal Fritz Marcelino Blázquez Pascal Lemal |

|                                                                                               |           |  |
| Biro Jade 8'09'’, 18'15'’, 18'54'’ Fərzəliyev 20'32'’ Məmmədkərimov 22'11'’, 23'53'’, 38'04'’ | Marcatori |  |

| Arbitri: | Pascal Lemal Pascal Fritz Oleh Ivanov |

|                                                            |           |  |
| Begaj 9'03'’ Zolotuhins 11'42'’ (aut.) Bousmpouras 35'34'’ | Marcatori |  |

| Arbitri: | Marcelino Blázquez Oleh Ivanov Pascal Fritz |

|                                                 |           |                                                   |
| Tigrinho 14'44'’ Katata 19'19'’ Schacht 19'49'’ | Marcatori | 3'43'’, 16'37'’ Paz 8'49'’ Borisov 30'10'’ Felipe |

## Fase finale

### Semifinali
| Arbitri: | Karel Henych Gábor Kovács Edi Sunjić |

|                                  |           |                                                                      |
| Biro Jade 17'52'’ Serjão 22'48'’ | Marcatori | 9'24'’ Torrás 22’ Gabriel 33'20'’ Betão 37'29'’ Amado 38'58'’ Daniel |

| Arbitri: | Oleh Ivanov Edi Sunjić Gábor Kovács |

| |           |                                                                            |
| Queirós 3’, 12'41'’ Ricardinho 4'12'’, 35'20'’ A. Pereira 20'33'’, 36’ Davi 22'39'’ César Paulo 38’ | Marcatori | 3'50'’ Honorio 13'34'’ Vampeta 35'06'’ Baptistella 38'38'’ (aut.) Zé Maria |

### Finale 3º posto
| Arbitri: | Gábor Kovács Oleh Ivanov Karel Henych |

|                                         |                      |                                              |
| Borisov 3'37'’ Paz 36'33'’              | Marcatori            | 6'44'’ Muñoz 17'21'’ Baptistella             |
| Paz Biro Jade Fərzəliyev Felipe Borisov | Tiri di rigore 5 – 4 | Pellegrini Vampeta Baptistella Honorio Barro |

### Finale
| Arbitri: | Edi Sunjić Karel Henych Oleh Ivanov |

|                                |           |                                                 |
| Marquinho 7'07'’ Betão 24'10'’ | Marcatori | 11'29'’ Queirós 21'31'’ A. Pereira 42'50'’ Davi |